# Холандски батаљон
Холандски батаљон (хол. Dutchbat) је био холандски пешадијски батаљон под командом Уједињених нација у саставу операције Снага заштите Организације уједињених нација - УНПРОФОР. Оформљен из 11. ваздушне мобилне бригаде Холандске краљевске армије, да би између фебруара 1994. и новембра 1995. године учествовао у мировним операцијама у бившој Југославији. Задатак је био да изврши Резолуцију 819 Савета безбедности Уједињених нација у енклавама бошњачких муслимана и Сребреници као заштићеној зони под контролом УН током Одбрамбено-отаџбинског рата.
У јулу 1995. године, Војска Републике Српске је преузела контролу над Сребреницом, тако што је у операцији Криваја успела да потисне 28. дивизију Армије Републике Босне и Херцеговине, која је боравила у заштићеној зони упркос одлукама о њеној демилитаризацији коју је УНПРОФОР требало да надгледа. Уследио је масакр над заробљеницима, који су извршили припадници 10. диверзантског одреда. Све то се дешавало у заштићеној зони која је била одговорност Холандског батаљона, који није предузео ништа да најпре разоружа и демилитаризује зону од присуства АРБиХ, а потом ни масакр над заробљеницима.

## Историјат

### Структура
Батаљон је бројао око 850 припадника који су били наоружани личним наоружањем, митраљезима и противтенковским ракетним бацачима. Штаб батаљона се налазио у комплексу бивше фабрика акумулатора у Доњим Поточарима, око 5 километара од Сребренице. Коришћено је и 30 осматрачких пунктова широм заштићене зоне, који су укључивали оклопна возила, вреће са песком, опрему и припаднике батаљона.
Командант батаљона је био потпуковник Томас Кареманс.

### Масакр у Сребреници
Када је почела операција Криваја у јулу1995. године у којој је Војска Републике Српске успела да разбије отпор 28. пешадијске дивизију Армије Републике Босне и Херцеговине, која је боравила у заштићеној зони упркос одлуци о демилитаризацији, командант Холандског батаљона потпуковник Томас Кареманс је затражио да два авиона холандска F-16 фајтинг фалкон изврше ваздушне ударе на снаге Војске Републике Српске, али је напад изостао.
У суботу 8. јула, једна осматрачница се нашла у реону домета артиљерије ВРС. Уморни и немотивисани, а свакако мандатом УН ограничени на борбу само у самоодбрани, холандски војници се одлучују да напусте положај. Припадници Војске Републике Српске су заузели околину осматрачнице и дозволили холандским војницима да је мирно напусте, те да се врате у Сребреницу. Приликом њиховом повлачења, наишли су на припаднике Армије Републике Босне и Херцеговине, који су инсистирали да холандски војници остану са њима, знајући да их њихово присуство штити од Војске Републике Српске. Холандски војници на то нису пристали и наставили су пут према својој баци у Поточарима, када је један припадник АРБиХ на њих бацио ручну бомбу и усмртио холандског војника прве класе Равива ван Ренсена.
Неколико хиљада бошњачких муслимана из Сребренице је пред улазак Војске Републике Српске у град, кренуло према бази Холандског батаљона у Доњим Поточарима, како би били сигурни. Батаљон није имао ни могућности, ни жеље да им пружи уточиште. Услед прилива избеглица, начелник Главног штаба ВРС генерал-пуковник Ратко Младић се увече 11. јула састао са потпуковником Каремансом у хотелу "Фонтана" у Сребреници, а сачуван је видео снимак читавог састанка. Након непријатног разговора о војним питањима, Младић је саопштио Каремансу да ће учинити све што може да помогне евакуацију избеглица из заштићене зоне.
Сутрадан 12. јула, на истом месту су се састали Младић, Кареманс и трочлана делегација избеглица (Ћамила Омановић, Ибри Нухановић, Несиб Манџић). Младић је поновио спремност да учествује у евакуацији свих који то буду желели. Постигнута је сагласност да сви заинтересовани путу пребачени на територију под контролом Армије Републике Босне и Херцеговине. Већ око подне, пред базу у Поточарима су стигли први аутобуси које је обезбедила Војска Републике Српске, за евакуацију жена, деце и старих лица, као и једног дела војноспособних мушкараца. Конвој избеглица је ишао под пратњом УНПРОФОР-а.
Паралелно са тим, Војска Републике Српске је издвајала војноспособне мушкарце под сумњом да су припадници АРБиХ прерушени у цивиле како би напустили заштићену зону, али и уверењем да се међу њима налазе починиоци ратних злочина. Један од ту заробљених припадника АРБиХ је био и посланик Ибран Мустафић, члан Странке демократске акције Алије Изетбеговића и сарадник Насера Орића. Мустафић је преживео и 1996. године размењен је за пуковника Алексу Крсмановића.
У ово време, дошло је до масакра над заробљеним бошњачким муслиманима, који је извршен на пет различитих локација. Припадници 10. диверзантског одреда су учествовали у овом масакру, док имена учесника стрељања на четири локације никада нису утврђена.
Холандски батаљон је 21. јула напустио базу у Поточарима. У Босни и Херцеговини је остао до новембра 1995. године и углавном се бавио питањима прихвата и смештаја избеглица у Симин Хану код Тузле.

## Последице

### Извештај генералног секретара УН (1999)
Оцену о улози Холандског батаљона дао је генерални секретар Уједињених нација Кофи Анан у свом извештају на 54. заседању Генералне скупштине Уједињених нација, 15. новембра 1999 године:
Припадници холандског батаљона који су били присутни на терену у то време, оценили су да је неколико похода које су Бошњаци извели из Сребренице извели са територије Сребренице имали малу или никакву војну важност. Ови походи су често били организовани у циљу прикупљања хране, пошто су Срби онемогућавали приступ хуманитарних конвоја енклави. Чак и српски извори са којима се поводом овог извештаја разговарало, оценили да бошњачке снаге у Сребреници нису представљале озбиљну војну претњу. Највећи напад који су Бошњаци извели из Сребренице је био поход на село Вишњица, 26. јуна 1995, у којем је неколико кућа спаљено, убијено до четворо Срба и украдено 100 оваца. Насупрот томе, Срби су запосели енклаву две недеље касније, протерујући десетине хиљада из својих кућа и погубивши хиљаде мушкараца и дечака. Срби су упорно претеривали оцењујући ниво напада из Сребренице у циљу стварања претпоставки за спровођење централног ратног циља: стварање географски непрекинуте и етнички чисте територије дуж Дрине како би на тај начин ослободили своје трупе за борбу у другим деловима државе.— Извештај Генералног секретара ОУН Кофија Анана достављен као материјал на 54. заседању Генералне скупштине ОУН, 15. новембра 1999. — тачка 479

### Пад холандске владе
Институт за ратне, холокауст и студије геноцида из Амстердама је 10. априла 2002. године објавио извештај у којем је критиковао војно и политичко руководство Холандије, уз закључке:
- да мисија није била одговарајуће припремљена
- да није било координације између Министарства одбране и Министарства спољних послова
- да батаљон није имао довољно средстава за извршење мисије, као и да је недостајала одговарајућа ватрена моћ и превентивни ваздушни удари
- да су припадници не-холандских делова УНПРОФОР-а одбили да пруже ваздушну подршку на захтев Кареманса
- да Холандија и УН нису извршиле своју дужност.

Шест дана након објављивања извештаја, пала је холандска влада, јер је под притиском јавности оставку поднео премијер Вим Кок, који се на челу владе налазио од 1994. године, односно у тренутку масакра у Сребреници.

### Однос Холандије и судбина припадника батаљона
Организација Мајке Сребренице из Сарајева је у јуну 2007. године тужила холандску владу. У октобру исте године, 20 бивших припадника Холандског батаљона је посетило Меморијални центар у Поточарима. Окружни суд у Хагу је 10. септембра 2008. године одбацио одговорност и одбио захтев да сродницима жртава масакра Холандија исплати одштету.
Врховни суд Холандије је 2019. године пресудио да та земља сноси веома ограничену одговорност за смрт 350 бошњачких муслимана убијених 12. јула 1995. године.
Мајке Сребренице су у јануару 2020. године поднеле тужбу против Холандије пред Европским судом за људска права у Стразбуру.

### Судбина ветерана батаљона
Холандски министар одбране Хенк Камп је 4. децембра 2006. године успоставио грудну значку припадника Холандског батаљона (хол. Draaginsigne Dutchbat III), као својеврсну комеморативну медаљу или споменицу. Успостављање ове споменице је наишло на оштре критике и осуду од стране холандске јавности, али и удружења преживелих и рођака жртава масакра у Сребреници. Ветерани учествују на прославама и паради поводом Дана ветерана у Хагу.
Према сведочењима 171 припадника батаљона, између 65% и 70% његових ветерана је напустило војну службу, 40% њих је затражило психолошки третман, а 10% показује симптоме посттрауматског стресног поремећаја, док се верује да је тај проценат далеко већи. О томе је писао британски The Independent 21. априла 2002. године. Поједина истраживања говоре да је 10 припадника батаљона извршило самоубиство, док адвокати и правни заступници некадашњих припадника батаљона тврде да су се многи окренули наркоманији, криминалу и насилничком понашању.